# Шасси rocker-bogie

Анимация движения шасси. Здесь ошибка — неверно показано положение корпуса.

Механизм rocker-bogie — один из видов подвески без упругого элемента, разработанная в 1988 году для использования в марсоходах NASA, наиболее часто используемый тип подвески в планетоходах. Среди них марсоходы — Spirit, Opportunity, Curiosity, Perseverance. Шасси может преодолевать крупные препятствия путём поочерёдного поднятия трёх пар колёс.
Исходный перевод с англ. — «Качающаяся тележка» или «Коромысло-тележка» однако такой вариант не прижился в русском языке, поэтому принято использовать англоязычный вариант.
Система состоит из двух симметричных пар, расположенных по разные стороны корпуса, в каждой по две рабочие части — rocker(«коромысло») и bogie(«тележка»). Так как пары взаимно независимы, шасси может преодолевать разные препятствия на правой и левой частях одновременно, что позволяет сохранять постоянный контакт всех колёс с поверхностью.
Первая, как правило задняя часть подвески — rocker. Она является несущей, она предохраняет механизм от опрокидывания назад, соединяет правую и левую часть механизма через дифференциал.
Дифференциал позволяет правой и левой части оставаться независимыми, он придавливает одну из частей к поверхности земли, когда другая преодолевает препятствие, он позволяет корпусу находиться в среднем положении.
Bogie — это меньшая часть механизма. Имеет по два колеса на каждом конце. Он использует принцип рычага для подъёма переднего колеса. Примерно 60 % нагрузки приходится на этот элемент. Он может быть реализован в двух вариациях — прямо-угловой и косвенно-угловой.

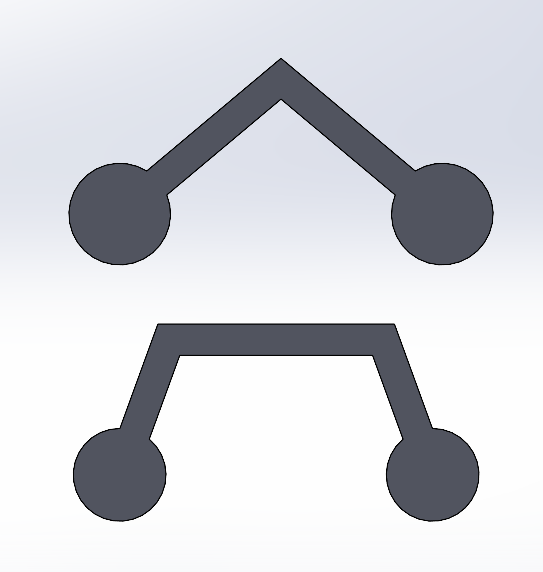
Вверху — прямо-угловой вариант bogie, снизу косвенно-угловой.

В прямо-угловом варианте только один угол, центр тяжести расположен по центру, поэтому такая конструкция имеет более низкую проходимость на участках с большим углов наклона поверхности. Этот недостаток может быть частично компенсирован путём увеличения угла(110° — 160° вместо 90°).
В косвенно-угловом варианте имеется промежуточный элемент и 2 угла. Такая конструкция позволяет использовать рычаг поднимающий переднее колесо, используя вес корпуса для воздействия на рычаг. В таком варианте около 70 % нагрузки приходящейся на bogie идёт на заднее его колесо, и лишь 30 % на переднее.
В большинстве случаев bogie выступает в качестве передней части, однако на таких роверах как MER и MSL он приходится на заднюю часть.

## Конструкция
Конструкция качающейся тележки является неподрессоренной и использует раздельные, а не общие оси, что позволяет роверу преодолевать препятствия (например, камни) удерживая все шесть колес на земле. Конструкция позволяет преодолевать препятствия которые превышают диаметр колеса в два раза. Марсоход Curiosity миссии Mars Science Laboratory может выдерживать наклон не менее 45 градусов в любом направлении без опрокидывания, но автоматические датчики ограничивают наклоны марсохода более чем на 30 градусов.
Шасси такого типа предназначены для использования на низкой скорости — около 10 сантиметров в секунду(0,36 км/ч) чтобы свести к минимуму динамические удары и последующие повреждения транспортного средства при преодолении значительных препятствий.
Лаборатория реактивного движения утверждает, что эта система качающейся тележки уменьшает движение основного корпуса транспортного средства более чем на 50 % по сравнению с другими системами подвески. Каждое из шести колес марсохода имеет независимый двигатель, однако для работы можно обойтись и лишь приводом на 4 передних колёсах. Два передних и два задних колеса оснащены индивидуальными рулевыми двигателями, которые позволяют роверу поворачиваться на месте.
Чтобы преодолеть вертикальное препятствие, передние колеса прижимаются к препятствию за счёт оказываемого центральными и задними колесами давлением. Вращение переднего колеса и воздействие на рычаг bogie помогает поднять передние колёса на препятствие. Затем среднее колесо прижимается к препятствию, и затаскиваются на верх вращением передних колёс и давлением задних. Наконец, задние колеса затаскиваются на препятствие передними и центральными колёсами.
В настоящее время такой механизм используется на некоторых вездеходах, планетоходах, малогабаритных роботах и будущем может быть использован как средство передвижения по другим планетам.